# Розумне скло
Розумне скло або перемикне скло (також розумні вікна або перемикні вікна в цьому вживанні) — скло або скління, властивості світлопропускання яких змінюються за подачі напруги, світла або тепла. Загалом скло змінюється від прозорого до напівпрозорого і навпаки, змінюючись залежно від пропускання світла до блокування деяких (або всіх) довжин хвиль світла і навпаки.
Технології розумного скла включають електрохромні, фотохромні, термохромні, зважені частинки, мікрошторки та полімерно-розсійні рідкокристалічні пристрої.
При установленні в конструкціях будівель розумне скло створює клімато-пристосувальну оболонку будівлі.

## Розумне скло з електричним перемиканням

### Пристрої зі зваженими частинками
У пристроях для зважених часток (ПЗЧ) тонкоплівковий ламінат зі стержнеподібних нанорозмірних частинок зважується в рідини та поміщається між двома шматочками скла або пластику або прикріплюється до одного шару. Коли напруга не подається, зважені частинки випадковим чином організовані, таким чином, блокуючи та поглинаючи світло. При подачі напруги зважені частинки вирівнюються і пропускають світло. Зміна напруги плівки змінює орієнтацію зважених часток, регулюючи тим самим відтінок скління і кількість світла, що пропускається. Плівки ПЗЧ можуть налаштовуватися вручну або автоматично для точного контролю кількості світла, що проходить, відблисків і тепла.

### Електрохромні пристрої
Електрохромні пристрої змінюють світлопропускні властивості в залежності від напруги і, таким чином, дозволяють контролювати кількість світла, що проходить і тепла. В електрохромних вікнах електрохромний матеріал змінює свою непрозорість. Для зміни його непрозорості необхідний приплив електрики, але після того, як зміну вироблено, нема потреби в електриці для підтримки певного відтінку, який був досягнутий.

### Полімерно-розсійні рідкокристалічні пристрої
У полімерно-розсійних рідкокристалічних пристроях (PDLC) рідкі кристали розчиняються або розсіюються в рідкий полімер з наступним затвердінням або затужавінням полімеру.

### Мікрошторки

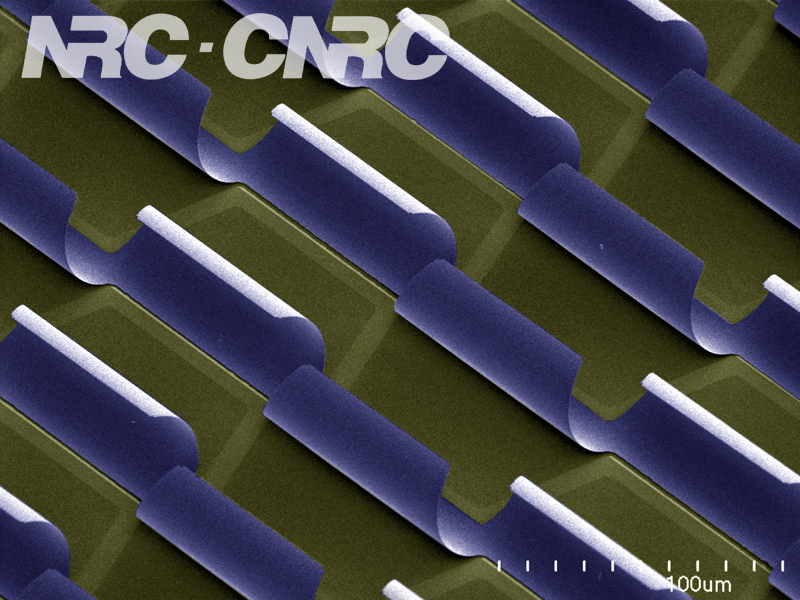
Сканувальний електронний мікроскоп (SEM) зображення мікрошторок

Мікрошторки контролюють кількість світла, що проходить у відповідь на прикладену напругу. Мікрошторки складаються з рулонних тонких металевих жалюзі на склі. Вони дуже маленькі й тому практично невидимі для очей.

### Скло-електрогенератор
Див. також Скло-генератор
Двошарове розумне скло: зовнішній шар містить наногенератори, які можуть вловлювати енергію, позитивно заряджену в краплі дощу, коли вони контактують з повітрям.
Другий шар складається з двох плівок прозорого пластику, PMMA, між якими розміщені маленькі пружини, що реагують на тиск вітру.
Коли тиск вітру штовхає листи один до одного, відповідно до принципів трибоелектричного ефекту, ця реакція створює електричний струм. Поєднавши обидва шари, дослідники навіть змогли змінити колір свого скла: спочатку прозоре, потім воно стало синім.
Ці особливі вікна також можна використовувати в транспортних засобах та будівлях, за умови, що вони контактують з вітром, дощем або градом! Ці наногенератори наразі здатні перетворювати близько 60% цієї енергії на електрику.[неавторитетне джерело]
Прозоре трибоіндуковане розумне вікно Створене дослідниками технологічного інституту Джорджії.
Скло виробляє електрику завдяки типових погодних впливів — дощу і вітру. Використовується трибоелектричний ефект.
Скло виконується багатошаровим. Воно взаємодіє з краплями дощу, що заряджені позитивним зарядом від тертя об повітря по шляху до землі. На поверхні скляного шару знаходяться пірамідки висотою близько 5 нм, що створюють гідрофобний ефект. Падаючи на поверхню зовнішнього шару, позитивно заряджені краплі надають конструкції невеликий електричний заряд.
Другий шар містить два тонких листа пластику, які утримуються на відстані мікропружинами. Вплив вітру притискає шари один до одного, і таким чином завдяки трибоелектричному ефекту також виробляється електрика.
Скло-генератор дає потужність близько 130 міліват електроенергії на квадратний метр скла. Цього достатньо для живлення акумулятора смартфона.
У журналі Nature Communications повідомляється про генерацію таким наногенератором 248,28 Вт/м⁻² з однієї краплі з коефіцієнтом перетворення енергії 2,5%.
Зберігати отриману енергію пропонують за допомогою прозорих суперконденсаторів, які теж можна буде включити в прозору конструкцію.

## Приклади використання

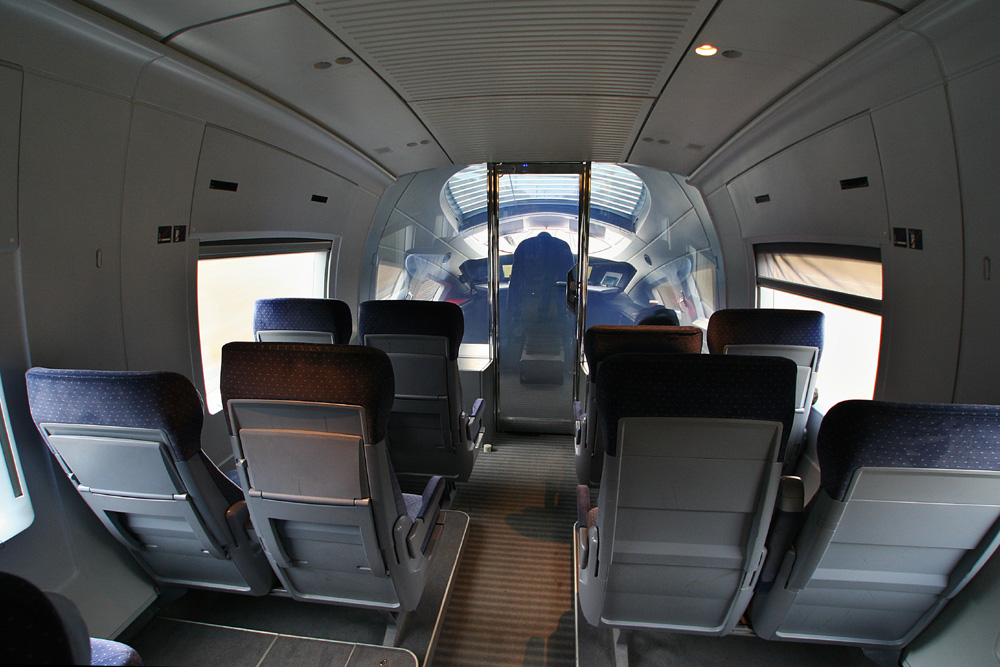
Поїзд ICE 3 з видом на кабіну водія
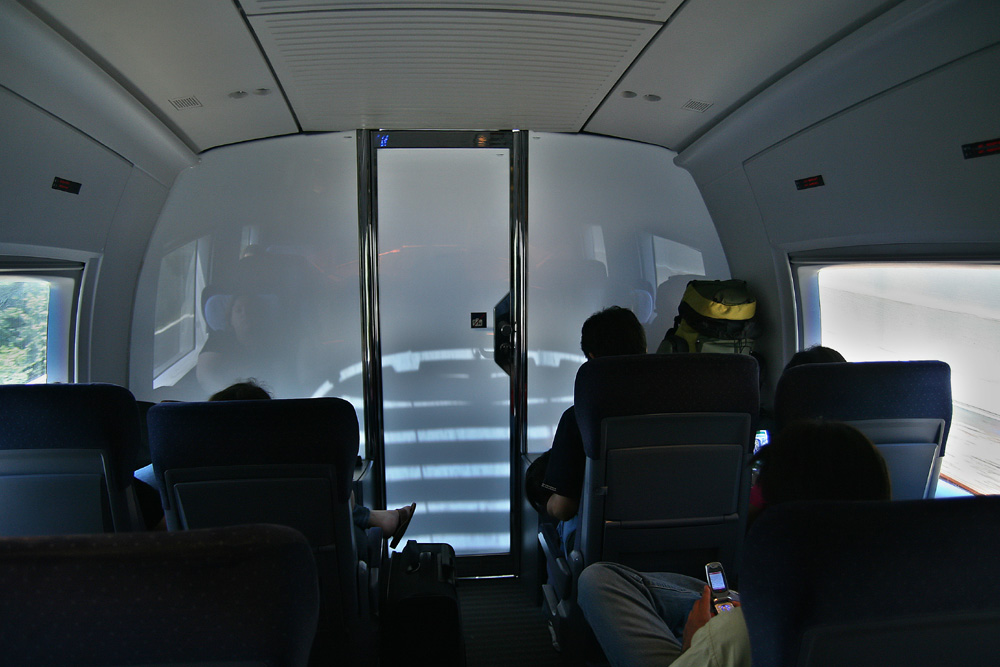
Поїзд ICE 3 зі скляною панеллю переведений в режим «матового»

## Зовнішні посилання
- Chromogenics, in: Windows and Daylighting at Lawrence Berkeley National Laboratory
- Switchable Glazing Windows Change the light transmittance, transparency, or shading of windows at toolbase.org